# SmackDown
SmackDown is een brand (merk) van de Amerikaanse worstelorganisatie WWE. De brand werd gelanceerd op 25 maart 2002, met een draft op Monday Night Raw en trad een week later op 4 april 2002 in werking. Het merk werd stopgezet voor een periode tussen augustus 2011 en juli 2016.
Worstelaars die toegewezen zijn voor SmackDown worstelen voornamelijk op het gelijknamige televisieprogramma op Fox en op pay-per-view (PPV) en WWE Network evenementen die exclusief zijn voor SmackDown. Het merk is ook verschenen in de Worlds Collide en Mixed Match Challenge evenementen. Tijdens de eerste merksplitsing namen ze ook deel aan hun voormalige aanvullende show, Velocity, Afterburn en ECW, in het kader van een talentuitwisselingsprogramma.

## Kampioenschappen
| Kampioenschap                          | Kampioen(en)                             | Datum            | Vorige kampioen(en)     | Evenement                   |
| -------------------------------------- | ---------------------------------------- | ---------------- | ----------------------- | --------------------------- |
| WWE Universal Championship             | Cody Rhodes                              | 7 april 2024     | Roman Reigns            | WrestleMania XL             |
| WWE United States Championship         | Shinsuke Nakamura                        | 30 november 2024 | La Knight               | Survivor Series             |
| WWE SmackDown Tag Team Championship    | #DIY (Tommaso Ciampa and Johnny Gargano) | 6 december 2024  | Motor City Machine Guns | SmackDown!                  |
| WWE SmackDown Women's Championship     | Tiffany Stratton                         | 3 januari 2025   | Nia Jax                 | SmackDown!                  |
| WWE Women's United States Championship | Chelsea Green                            | 14 december 2024 | geen                    | Saturday Night's Main Event |

### Voormalige titels
| Kampioenschap                  | Tijd |
| ------------------------------ | --- |
| World Heavyweight Championship | 30 juni 2005 – 30 juni 2008 15 februari 2009 – 5 april 2009 26 april 2009 – 29 augustus 2011                                                   |
| ECW Championship               | 22 januari 2008 – 30 maart 2008 |
| WWE Divas Championship         | 20 juli 2008 – 13 april 2009 |
| WWE Women's Championship       | 13 april 2009 – 19 september 2010 |
| WWE Cruiserweight Championship | 25 maart 2002 – 28 september 2007 |
| World Tag Team Championship    | 25 maart 2002 – 29 juli 2002 |
| WWE Tag Team Championship      | 20 oktober 2002 – 5 april 2009 |
| WWE United States Championship | 27 juli 2003 – 23 juni 2008 20 juli 2008 – 13 april 2009 26 april 2011 – 1 mei2011 11 april 2017 – 16 april 2018 17 april 2018 – 22 april 2019 |
| WWE Championship               | 5 september 2002 – 6 juni 2005 23 juni 2008 – 13 april 2009 19 juli 2016 – 1 november 2019                                                     |

## Pay-per-view en WWE Network evenementen

### Eerste split
| Evenement                 | Datum            | Stad                        | Locatie                    |
| ------------------------- | ---------------- | --------------------------- | -------------------------- |
| Global Warning: Melbourne | 10 augustus 2002 | Melbourne, Australië        | Colonial Stadium           |
| Rebellion                 | 26 oktober 2002  | Manchester, Engeland        | Manchester Arena           |
| Vengeance                 | 27 juli 2003     | Denver, Colorado            | Pepsi Center               |
| No Mercy                  | 19 oktober 2003  | Baltimore, Maryland         | 1st Mariner Arena          |
| No Way Out                | 15 februari 2004 | Daly City, Californië       | Cow Palace                 |
| Judgment Day              | 16 mei 2004      | Los Angeles, Californië     | Staples Center             |
| The Great American Bash   | 27 juni 2014     | Norfolk, Virginia           | Norfolk Scope              |
| No Mercy                  | 3 oktober 2004   | East Rutherford, New Jersey | Continental Airlines Arena |
| Armageddon                | 12 december 2004 | Duluth, Georgia             | Gwinnett Arena             |
| No Way Out                | 20 februari 2005 | Pittsburgh, Pennsylvania    | Mellon Arena               |
| Judgment Day              | 22 mei 2005      | Minneapolis, Minnesota      | Target Center              |
| The Great American Bash   | 24 juli 2005     | Buffalo, New York           | HSBC Arena                 |
| No Mercy                  | 9 oktober 2005   | Houston, Texas              | Toyota Center              |
| Armageddon                | 18 december 2005 | Providence, Rhode Island    | Dunkin' Donuts Center      |
| No Way Out                | 19 februari 2006 | Baltimore, Maryland         | 1st Mariner Arena          |
| Road to WrestleMania 22   | 4 maart 2006     | Wellington, Nieuw-Zeeland   | Westpac Stadium            |
| Judgment Day              | 21 mei 2006      | Phoenix, Arizona            | US Airways Center          |
| The Great American Bash   | 23 juli 2006     | Indianapolis, Indiana       | Conseco Fieldhouse         |
| No Mercy                  | 8 oktober 2006   | Raleigh, North Carolina     | RBC Center                 |
| Armageddon                | 17 december 2006 | Richmond, Virginia          | Richmond Coliseum          |
| No Way Out                | 18 februari 2006 | Los Angeles, Californië     | Staples Center             |

### Tweede split
| Evenement                     | Datum             | Stad                       | Locatie                    |
| ----------------------------- | ----------------- | -------------------------- | -------------------------- |
| Backlash                      | 11 september 2016 | Richmond, Virginia         | Richmond Coliseum          |
| No Mercy                      | 9 oktober 2016    | Sacramento, Californië     | Golden 1 Center            |
| TLC: Tables, Ladders & Chairs | 4 december 2016   | Dallas, Texas              | American Airlines Center   |
| Elimination Chamber           | 12 februari 2017  | Phoenix, Arizona           | Talking Stick Resort Arena |
| Backlash                      | 21 mei 2017       | Rosemont, Illinois         | Allstate Arena             |
| Money in the Bank             | 18 juli 2017      | St. Louis, Missouri        | Scottrade Center           |
| Battleground                  | 23 juli 2017      | Philadelphia, Pennsylvania | Wells Fargo Center         |
| Hell in a Cell                | 8 oktober 2017    | Detroit, Michigan          | Little Caesars Arena       |
| Clash of Champions            | 17 december 2017  | Boston, Massachusetts      | TD Garden                  |
| Fastlane                      | 11 maart 2018     | Columbus, Ohio             | Nationwide Arena           |
| Smackville                    | 27 juli 2019      | Nashville, Tennessee       | Bridgestone Arena          |